# Doggy Style
Doggy Style (Originaltitel: Strays) ist ein US-amerikanischer Spielfilm aus dem Jahr 2023. Regie führte Josh Greenbaum nach einem Drehbuch von Dan Perrault. Die Hauptrollen in der Originalfassung sprechen Will Ferrell, Jamie Foxx, Randall Park und Isla Fisher. Für die deutsche Synchronfassung konnten unter anderem Eko Fresh und Freshtorge gewonnen werden.
Der Film wurde am 18. August 2023 in den USA von Universal Pictures veröffentlicht. Der deutsche und österreichische Kinostart erfolgte am 31. August 2023.

## Handlung
Ein verlassener Hund verbündet sich mit anderen streunenden Hunden, um sich an seinem ehemaligen Besitzer zu rächen.

## Produktion
Im August 2019 unterzeichneten Phil Lord und Chris Miller einen First-Look-Deal mit Universal Pictures. Im Mai 2021 erwarb Universal die Rechte an der von Dan Perrault geschriebenen Komödie. Lord und Miller fungieren neben Erik Feig und Louis Leterrier als Produzenten. Der Film ist eine Koproduktion von Picturestart und Rabbit Hole Productions.
Im Dezember 2021 wurde die Besetzung von Will Ferrell, Jamie Foxx und Will Forte bekanntgegeben. Im März 2022 wurden Randall Park und Isla Fisher in die Besetzung aufgenommen.
Die Dreharbeiten für den Film begannen im September 2021 in Atlanta, Georgia.

## Synchronisation
Die deutsche Synchronisation des Films entstand unter der Dialogregie und einem Dialogbuch von Nana Spier bei Iyuno Germany in Berlin.
| Rolle                | Englischer Sprecher | Deutscher Sprecher     |
| -------------------- | ------------------- | ---------------------- |
| Reggie               | Will Ferrell        | Freshtorge             |
| Bug                  | Jamie Foxx          | Eko Fresh              |
| Maggie               | Isla Fisher         | Magdalena Helmig       |
| Hunter               | Randall Park        | Tobias Nath            |
| Doug                 | Will Forte          | Marius Clarén          |
| Willy                | Brett Gelman        | Dirk Bublies           |
| Rolf                 | Rob Riggle          | Martin Keßler          |
| Gus                  | Josh Gad            | Gedeon Burkhard        |
| Dolores, die Couch   | Sofía Vergara       | Daniela Hoffmann       |
| Chester              | Jamie Demetriou     | Gerrit Schmidt-Foß     |
| Finn, der Rottweiler | Jimmy Tatro         | Dennis Schmidt-Foß     |
| Bubsy                | Phil Morris         | Gerald Schaale         |
| Riley                | Mikayla Rousseau    | Lou von Lenski         |
| Emma                 | Aven Lotz           | Cheyenne-Safayatou Ali |
| Dr. Hagen            | Dan Perrault        | Leonhard Mahlich       |
| Vogelbeobachter      | Dennis Quaid        | Martin Umbach          |

## Veröffentlichung
Doggy Style sollte ursprünglich am 9. Juni 2023 von Universal Pictures in den USA veröffentlicht werden, die Veröffentlichung wurde aber auf den 18. August 2023 verschoben.
In Österreich und Deutschland kam der Film am 31. August 2023 in die Kinos.